# Jaume Llabrés Morey
Jaume Llabrés Morey (Palma, 26 de setembre de 1896 - ídem, 29 de gener de 1979) va ser un dirigent esportiu, àrbitre i esportista de Palma (Illes Balears).
El seu pare va ser el fundador del Bar Triquet, conegut establiment de restauració situat a la finca homònima existent entre 1910 i 2005. Llabrés va continuar amb el negoci, però va destacar en el vessant esportiu en diferents fronts.
Com a esportista va assolir rellevància a través del Billar francès. Va ser un billarista de jocs curts i durant dotze anys va ser campió de Balears, però va arribar a la seva màxima esplendor el 1932, en proclamar-se Campió d'Espanya a Badalona de segona categoria en la modalitat de carambola lliure.
També va practicar altres esports com el futbol, el ciclisme i el Joc de pilota, però sense assolir la rellevància aconseguida com a billarista.
Com a dirigent esportiu va destacar en el món futbolístic. Fou president del Balears FC entre 1922 i 1923, un període breu però intens, ja que va impulsar la construcció del nou terreny de joc del club a Son Canals i el trasllat del seu local social al Bar Triquet. Després es va dedicar a l'arbitratge i va formar part de la junta directiva del Col·legi Balear d'Àrbitres fins a arribar a presidir-ne el col·lectiu entre 1946 i 1959.